# Ingeborg Philipp
Ingeborg Philipp (* 19. Januar 1925 in Sohland an der Spree; † 27. September 2019) war eine deutsche Politikerin der PDS.

## Leben
Philipp studierte von 1946 bis 1951 Physik an der Technischen Hochschule Dresden mit dem Abschluss Diplom-Physikerin. Sie war von 1952 bis 1960 im VEB Lokomotivbau Elektrotechnische Werke „Hans Beimler“ Hennigsdorf tätig, von 1964 bis 1979 im VEB Stahl- und Walzwerk Hennigsdorf „Wilhelm Florin“ sowie von 1979 bis 1990 im VEB Stahl- und Walzwerk Brandenburg.
Sie war ab 1973 Mitglied der Christlichen Friedenskonferenz, ab 1991 Mitglied der Initiative Christliche Linke und seit 1992 Mitglied der Gesellschaft zur Förderung des christlich-marxistischen Dialogs.
Nachdem sie vorher parteilos gewesen war, trat sie 1989 der PDS bei; sie wurde 1990 in den Landesvorstand der PDS Brandenburg gewählt und war ab 1991 Mitglied der Arbeitsgemeinschaft „Christen – Marxisten“ (später: „Neues Denken“) im PDS-Landesverband Brandenburg; diese Arbeitsgemeinschaft richtete 1993 und 1994 unter ihrer maßgeblichen Mitwirkung mehrere Konferenzen aus, die sich mit dem Werk von Wilhelm Weitling beschäftigten.
Am 21. Mai 1992 rückte sie für die ausgeschiedene Abgeordnete Jutta Braband in den Deutschen Bundestag nach und blieb dort bis zum Ende der Wahlperiode 1994 Mitglied. Sie war Mitglied des Forschungsausschusses.